# ミルテンベルク郡
ミルテンベルク郡 (ドイツ語: Landkreis Miltenberg) はドイツ連邦共和国バイエルン州のウンターフランケン行政管区西部に位置する郡。隣接する郡は、北がアシャッフェンブルク郡および郡独立市のアシャッフェンブルク、東がマイン＝シュペッサルト郡およびバーデン＝ヴュルテンベルク州マイン＝タウバー郡、南がやはりバーデン＝ヴュルテンベルク州のネッカー＝オーデンヴァルト郡、西がヘッセン州のオーデンヴァルト郡ならびにダルムシュタット＝ディーブルク郡である。

## 地理
ミルテンベルク郡は、南と西がオーデンヴァルト、北東部がシュペッサルトに覆われている。この2つの中低山地で郡域はほぼ完全に占められ、マイン川とその渓谷が両者を隔てている。マイン川は東のファウルバッハから郡域に流れ込み、しばらくはバーデン＝ヴュルテンベルク州との州境をなしている。フラウデンベルクの西で本格的に郡域内に入り込んで西に流れ、ミルテンベルクで北向きに流れを変えると、ニーデルンベルクとズルツバッハ・アム・マインの間からアシャッフェンブルク方面に流れ去って行く。マイン川沿いの地形はウンターマイン平野と呼ばれる。アモールバッハを除き、ミルテンベルク郡の市はすべてマイン渓谷に位置している。19世紀後半からマイン渓谷を産業、交通、交易の軸としてこの郡は発展したのである。

## 歴史
現在のミルテンベルク郡の郡域は、1800年以前にはほぼマインツ大司教領に属していた。南部地域は、1803年にライニンゲン侯領に、1806年にバーデン大公領に移された。1810年からこの地域はヘッセン＝ダルムシュタット大公領となり、1816年に最終的にバイエルン王国領となった。一方、北部地域は1803年にアシャッフェンブルク侯領となり、1810年からはフランクフルト大公国に移され、1814年にバイエルン領となっていた。バイエルン政府はその後オーベルンブルク地方裁判所管区とクリンゲンベルク地方裁判所管区を設けた。南部地域には、ミルテンベルク領主裁判所管区、クラインホイバッハ領主裁判所管区、アモールバッハ領主裁判所管区が設けられた。すべての裁判所管区はウンターマインクライスに属した。ウンターマインクライスは1838年にウンターフランケンと改名された。1848年にミルテンベルク領主裁判所管区とクラインホイバッハ領主裁判所管区からミルテンベルク地方裁判所管区が、アモールバッハ領主裁判所管区から同名の地方裁判所管区が設けられた。両者は1862年からベツィルクスアムト・ミルテンベルクとなった。一方、北部のオーベルンブルク地方裁判所管区とクリンゲンベルク地方裁判所管区は、同じく1862年からベツィルクスアムト・オーベルンブルクを形成した。1939年にそれまでのベツィルクスアムトはラントラーツアムトに改組され、その管轄区から郡が編成された。
1972年7月1日、バイエルン州の郡域再編に伴い、オーベルンブルク・アム・マイン郡（ただし現在はアシャッフェンブルク郡グロースオストハイムに含まれているヴェニヒウムシュタットとプフラウムハイムは除く）とミルテンベルク郡、およびシュタットプロツェルテン地域が合併し、新生ミルテンベルク郡が誕生した。

## 行政

### 郡議会
郡議会は60議席からなる。2020年3月15日の郡議会選挙結果に基づく議席配分は以下の通りである。
| 政党         | 議席数 |
| ------------ | ------ |
| Die Linke    | 1      |
| SPD          | 7      |
| Grüne        | 10     |
| ÖDP/BLU      | 2      |
| Neue Mitte   | 6      |
| Freie Wähler | 11     |
| 自由民主党   | 3      |
| CSU          | 20     |

### 紋章

#### 図柄
上部はバイエルンの菱形。その下は赤地で銀の波帯によって左右二分割。向かって左は6本スポークの銀の輪。向かって右は3つの銀の鋸歯状の図形。

#### 意味
現在のミルテンベルク郡は旧ミルテンベルク郡とオーベルンブルク・アム・マイン郡が合併して成立した。世俗化までは、市域の大部分がマインツ選帝侯領に属した。紋章の「マインツの輪」はこれを表している。この意匠は旧ミルテンベルクの紋章にもオーベルンブルク・アム・マイン郡の紋章にも描かれていた。垂直の波打つ帯はマイン川沿いにあるというこの郡の地理を示すものである。この川は郡内を南北に流れる。赤地に銀の鋸歯（「フレンキシェ・レッヒェン」）は、この地域がフランケン地方に属している事を示す。上部の菱形はバイエルン州を示している。

## 経済と社会資本

### 交通
バイエルン国営鉄道は1876年にアシャッフェンブルクからマイン川沿いにオーベルンブルク - クリンゲンベルク経由でミルテンベルクまでの区間を建設した。この路線は1880年にオーデンヴァルトに入ってアモールバッハまで延長され、1899年にはバーデンの巡礼地ヴァルデュルンに達した。
マイン渓谷では、1906年にシュタットプロツェルテンまで、1912年にバーデンのヴェルトハイムまで鉄道が建設された。
1910年にはオーベルンブルク＝エルゼンフェルトからシュペッサルトに入りハイムブーヒェンタールに至る支線が設けられた。1911年から12年に建設されたアシャッフェンブルク - ヘーヒスト・イム・オーデンヴァルト線がメムリンゲン付近でミルテンベルク郡をかすめて通っている。
ローカル路線のオーベルン＝エルゼンフェルト - ハイムブーヒェンタール線およびアシャッフェンブルク - ヘーヒスト・イム・オーデンヴァルト線が旅客運行を廃止した後（前者は1968年、後者は1974年）、旅客路線はそれ以前の84kmから66kmとなった。残った路線はドイツ鉄道が運営するヴェストフランケン線として運行されている。
ミルテンベルク郡の主要な交通の軸は、連邦道B469号線である。この道路はアウトバーンA3号線への連絡道路としてこの郡域をライン＝マイン地域と結びつけている。その他同郡内を通る連邦道としてはB47号線とB426号線がある。
マイン川はライン川とドナウ川を結ぶ水路としてヨーロッパの内陸水運にとって重要である。
ミルテンベルクのマインブラウ区には、スポーツ・グライダー用の飛行場がある。

### 市町村
| 市 - アモールバッハ (Amorbach 3,914) - エルレンバッハ・アム・マイン (Erlenbach am Main 10,335) - クリンゲンベルク・アム・マイン (Klingenberg am Main 6,310) - ミルテンベルク (Miltenberg 9,622) - オーベルンブルク・アム・マイン (Obernburg am Main 8,884) - シュタットプロツェルテン (Stadtprozelten 1,604) - ヴェルト・アム・マイン (Wörth am Main 4,791) 市場町 - ビュルクシュタット (Bürgstadt 4,266) - エルゼンフェルト (Elsenfeld 9,370) - エッシャウ (Eschau 4,024) - グロースホイバッハ (Großheubach 5,120) - キルヒツェル (Kirchzell 2,238) - クラインホイバッハ (Kleinheubach 3,753) - クラインヴァルシュタット (Kleinwallstadt 5,708) - メンヒベルク (Mönchberg 2,564) - シュネーベルク (Schneeberg 1,730) - ズルツバッハ・アム・マイン (Sulzbach a.Main 7,506) - ヴァイルバッハ (Weilbach 2,139) 町村 - アルテンブーフ (Altenbuch 1,261) - コレンベルク (Collenberg 2,483) - ドルフプロツェルテン (Dorfprozelten 1,721) - アイヒェンビュール (Eichenbühl 2,535) - ファウルバッハ (Faulbach 2,575) - グロースヴァルシュタット (Großwallstadt 4,097) - ハウゼン (Hausen 1,891) - ラウデンバッハ (Laudenbach 1,538) - ライダースバッハ (Leidersbach 4,743) - メムリンゲン (Mömlingen 4,932) - ノインキルヒェン (Neunkirchen 1,433) - ニーデルンベルク (Niedernberg 4,848) - レルバッハ (Röllbach 1,698) - リューデナウ (Rüdenau 730) かっこ内の単位のない数値は、2023年12月31日現在の人口。 | 行政共同体 - エルフタール行政共同体: ビュルクシュタット（本部所在地）、ノインキルヒェン - クラインホイバッハ行政共同体: クラインホイバッハ、ラウデンバッハ、リューデナウ - クラインヴァルシュタット行政共同体: クラインヴァルシュタット、ハウゼン - メンヒベルク行政共同体: メンヒベルク、レルバッハ - シュタットプロツェルテン行政共同体: シュタットプロツェルテン、アルテンブーフ 市町村に属さない地域 (39.94 km²) - アルテンブーフの森 (Altenbucher Forst 24.51 km²) - フォルシュトヴァルト (Forstwald 4.11 km²) - ホーエ・ベルク (Hohe Berg 0.62 km²) - ホーハー・ベルク (Hoher Berg 3.31 km²) - ホーエ・ヴァルト (Hohe Wart 4.68 km²) - コレンベルクの森 (Kollenberger Forst 2.72 km²) |

## その他
1996年から2年ごとの7月第2週末に、エルゼンフェルトの公民館で「ミルテンベルク郡国際合唱コンクール」が開催されている。

## 引用
1. ↑  https://www.statistikdaten.bayern.de/genesis/online?operation=result&code=12411-003r&leerzeilen=false&language=de Genesis-Online-Datenbank des Bayerischen Landesamtes für Statistik Tabelle 12411-003r Fortschreibung des Bevölkerungsstandes: Gemeinden, Stichtag (Einwohnerzahlen auf Grundlage des Zensus 2011)
2. ↑  “Wahl des Kreistags - Kommunalwahlen 2020 im Landkreis Miltenberg - Gesamtergebnis”. 2021年4月21日閲覧。
3. ↑  https://www.statistikdaten.bayern.de/genesis/online?operation=result&code=12411-003r&leerzeilen=false&language=de Genesis-Online-Datenbank des Bayerischen Landesamtes für Statistik Tabelle 12411-003r Fortschreibung des Bevölkerungsstandes: Gemeinden, Stichtag (Einwohnerzahlen auf Grundlage des Zensus 2011)